# Gianluca Saraceni
Gianluca Saraceni (Roma, 12 dicembre 1979) è un pallavolista italiano.
Gioca nel ruolo di schiacciatore nel Prata.

## Palmarès
- Campionato italiano: 1

1999-00
- Coppa Italia: 2

2007-08, 2008-09
- Supercoppa italiana: 1

2008
- Coppa CEV: 1

1999-00